# Sinan Kurt
Sinan Kurt (Mönchengladbach, el 23 de juliol de 1996) és un futbolista alemany que juga amb l'equip de Berlín Hertha BSC. Anteriorment havia jugat amb el FC Bayern de Múnic i amb la selecció nacional sub-19 alemanya com a migcampista.